# Gasoducto

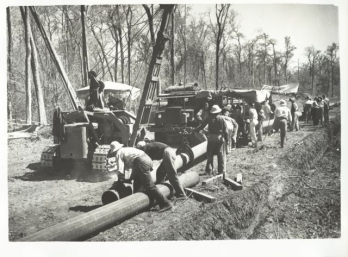
Construcción de un gasoducto en Argentina, en 1960.

Un gasoducto, también llamado gaseoducto, es una infraestructura compuesta por una red de tuberías de gran tamaño que permite el transporte de gases combustibles a gran escala a través de largas distancias.

## Construcción
Consiste en una conducción de tuberías por las que gases combustibles, principalmente el gas natural, circulan a alta presión desde un punto de origen hasta un centro de distribución. Se construyen enterrados en zanjas a una profundidad habitual de un metro y hasta dos metros, dependiendo del terreno y la seguridad. Excepcionalmente, se construyen en superficie. 

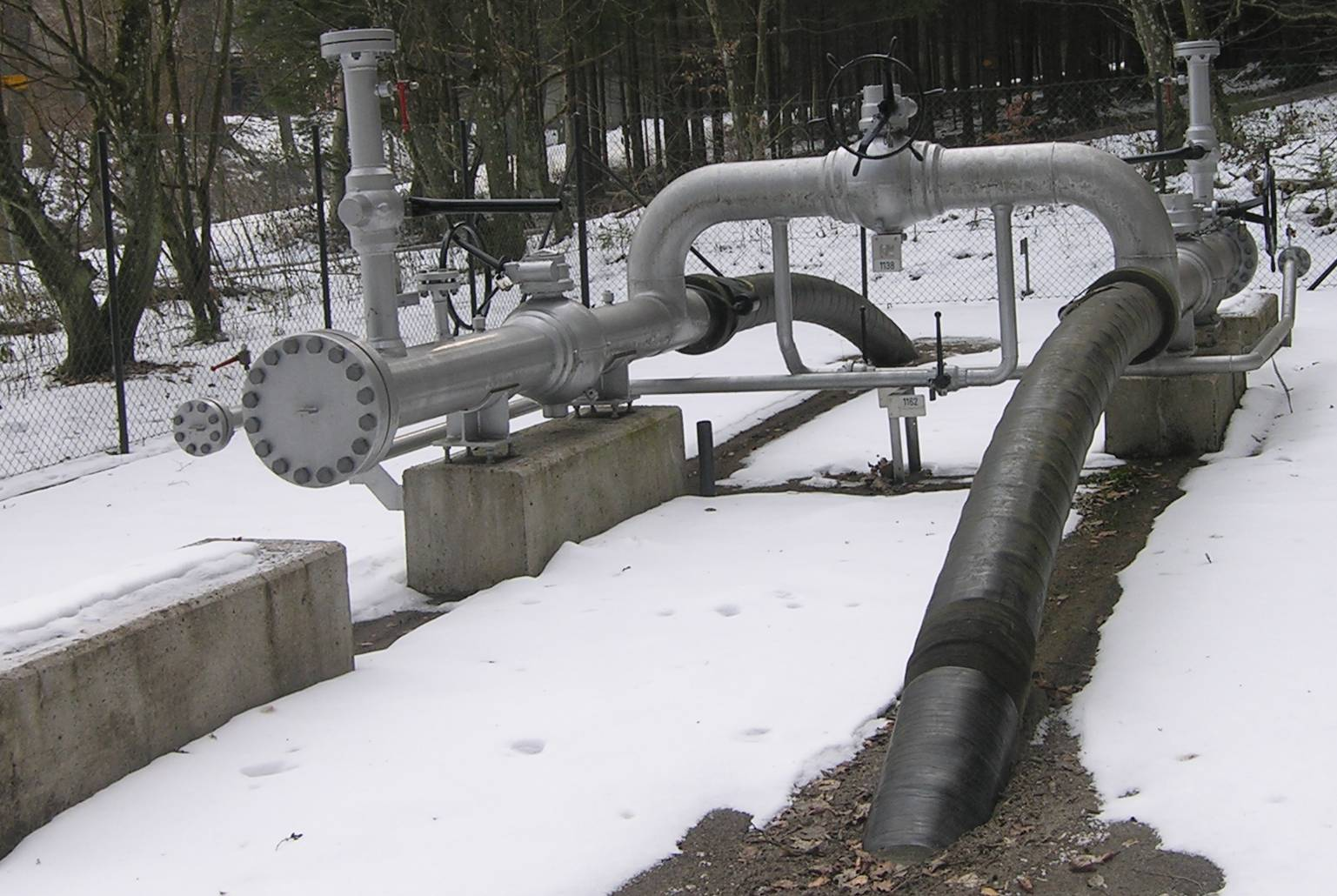
Una trampa de rascadores. Desde aquí se pueden lanzar los denominados indicadores de inspección de gasoductos, conocidos como pig por su nombre en inglés. instalación en Suiza.

Por razones de seguridad, las normas de todos los países establecen que a intervalos determinados se sitúen válvulas en los gasoductos, mediante las que se pueda cortar el flujo de gas en caso de algún incidente (como la falta de presión por una fuga de gas). Además, si el gasoducto es muy largo, puede ser necesario situar estaciones de compresión a intervalos, así como cables de fibra óptica (para la transmisión de la información y la detección de fugas de gas en la tubería), estaciones de emergencia, equipos contra incendios y caminos para poder acceder al lugar de la fuga de gas.
El inicio de un gasoducto puede ser un yacimiento o una planta de regasificación, generalmente situada en las proximidades de un puerto marítimo al que llegan buques (para el gas natural, se llaman metaneros), que transportan gas natural licuado en condiciones criogénicas de muy baja temperatura (-161 °C). También se construyen para conectar plantas de gas con las plantas envasadoras en las ciudades, para el llenado de cilindros de gas, o para la distribución de este por tuberías a ciudades, centros de consumo, industrias y plantas generadoras eléctricas.

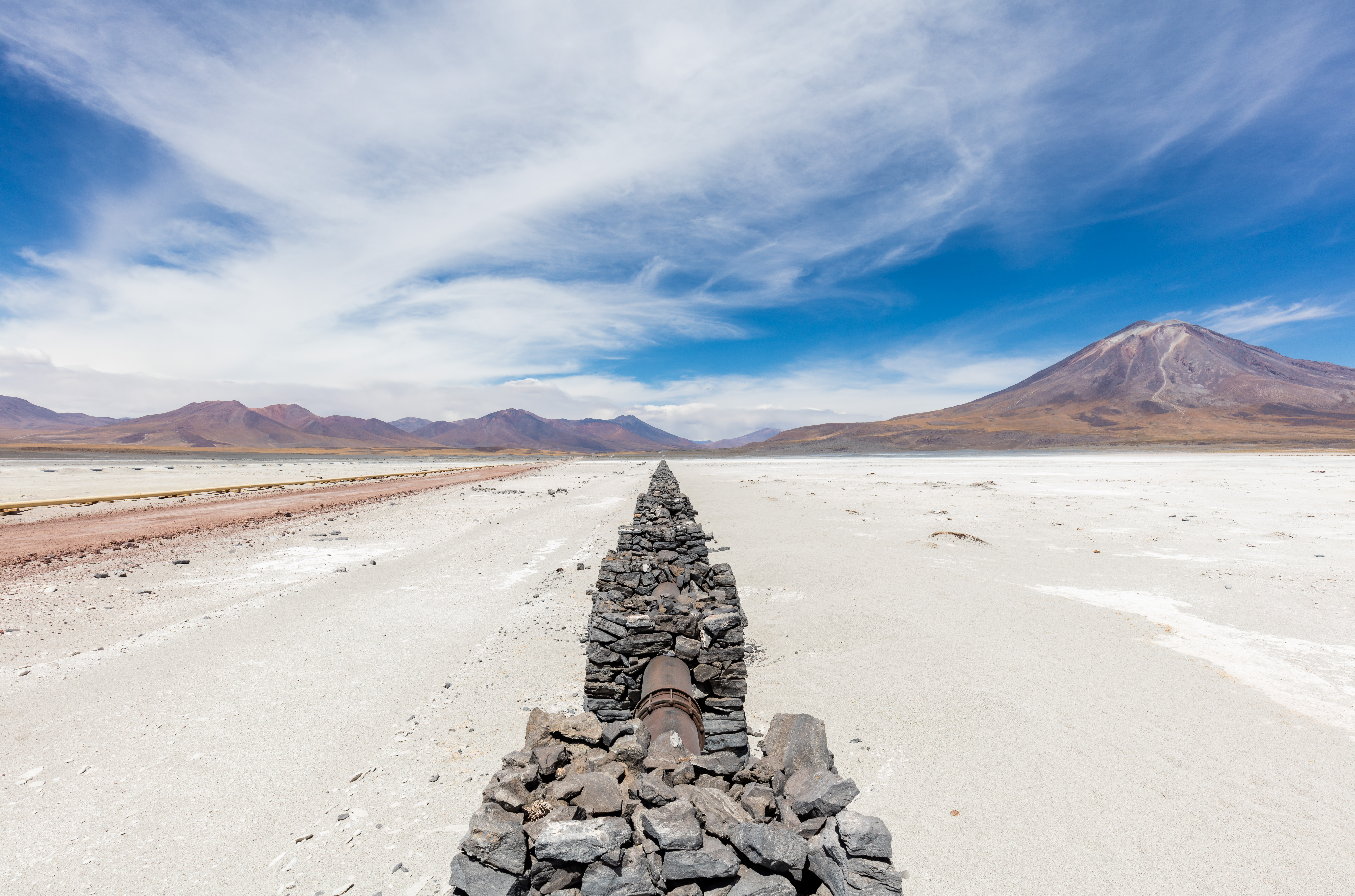
Gasoducto en un paraje desértico de Antofagasta, Chile.

Para cruzar un río en el trazado de un gasoducto se utilizan principalmente dos técnicas: la perforación horizontal y la perforación dirigida. Con ellas se consigue que tanto la flora como la fauna del río y de la ribera no se vean afectadas. Estas técnicas también se utilizan para cruzar otras infraestructuras importantes como carreteras, autopistas o líneas de ferrocarriles.
El tendido por mar se hace desde barcos especialmente diseñados, los cuales van depositando sobre el lecho marino la tubería una vez que ha sido soldada en el barco, con un sistema especial de instalación de tuberías como en el Mar del Norte, Inglaterra, Noruega y Rusia, con grandes barcos que funcionan como fábricas de tuberías y depositan la tubería en el fondo del mar.
Las normas particulares de muchos países obligan a que los gasoductos enterrados estén protegidos de la corrosión. A menudo, el método más económico es revestir el conducto con algún tipo de polímero, de modo que la tubería queda eléctricamente aislada del terreno que la rodea. Generalmente se reviste con pintura y polietileno hasta un espesor de 2-3 mm. Para prevenir el efecto de posibles fallos en este revestimiento, los gasoductos suelen estar dotados de un sistema de protección catódica, utilizando ánodos de sacrificio que establecen la tensión galvánica suficiente para que no se produzca corrosión en el tubo, ánodos que deben ser cambiados durante su explotación con el paso de los años.

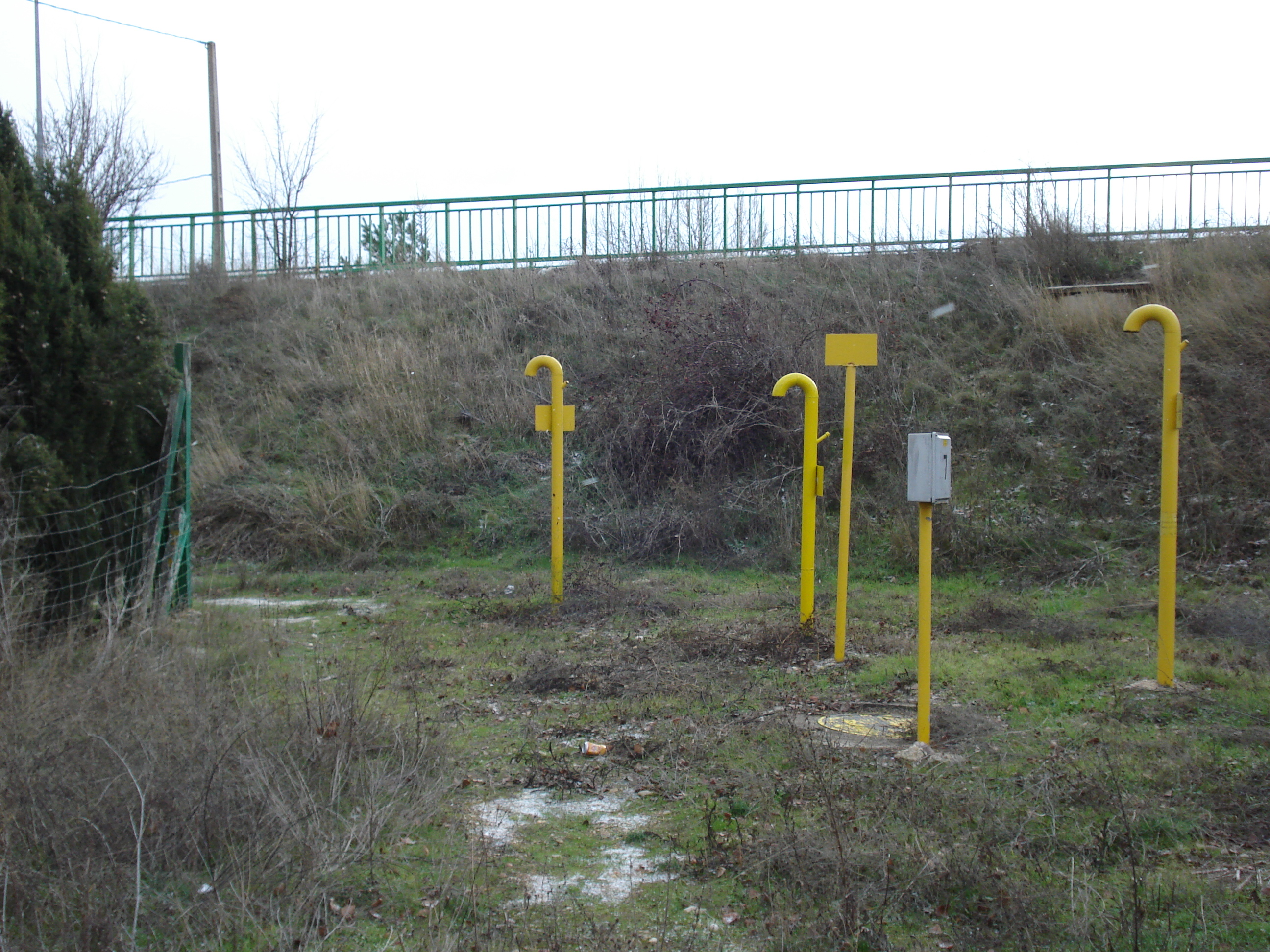
Señales que indican que hay un gasoducto cercano en esta zona junto a la calle.

El impacto ambiental que producen los gasoductos se centra en la fase de construcción de la tubería. Una vez terminada dicha fase, pueden minimizarse todos los impactos asociados a la modificación del terreno, al movimiento de maquinaria, etc. Queda, únicamente, comprobar la efectividad de las medidas correctivas que se haya debido tomar, en función de los cambios realizados: repoblaciones, reforestaciones, protección de márgenes, carreteras, etc. 
El operador del gasoducto, que puede ser una compañía pública, mixta o privada, deberá establecer las franjas de protección (retiros) a cada lado del gasoducto, que podrán ser de 10 metros y hasta 30 metros a cada lado del gasoducto, según el diámetro, la capacidad y presión de la tubería; no se podrán construir casas, edificios, carreteras, ciclo-vías, líneas de trenes y plantar árboles, dentro de las franjas asignadas a cada tipo de tubería por la normativa oficial o por el operador del gasoducto.
En general, en Europa todos los gasoductos están obligatoriamente sometidos a procedimientos de evaluación de impacto ambiental por las autoridades competentes. En este procedimiento se identifican, entre otras, las zonas sensibles ambientalmente y los espacios protegidos, se evalúan los impactos potenciales y se proponen acciones correctoras, no se pueden instalar tuberías cerca de fuentes de agua y zonas pobladas, pero el gobierno tiene la potestad para expropiar las propiedades, tierras, plantaciones agrícolas y casas, en caso de que sea necesario construir un nuevo gasoducto, de la misma forma como sucede con la construcción de una línea de tren, carretera o puente en diferentes lugares, y establecer nuevas zonas de retiro para el gasoducto, en donde no se podrán entregar permisos de construcción de casas en el futuro, no se pueden construir casas, edificios, muros ni caminos sobre la ruta de construcción del gasoducto y la zona de retiro del gasoducto, establecida por el gobierno, la empresa constructora o la empresa pública o privada que administra el gasoducto.

## Circulación del gas
La presión a la que circula el gas por el gasoducto es normalmente de 72 bar para los de las redes básicas de transporte y de 16 bar en las redes de distribución en las ciudades.
Para llevar el gas hasta los hogares y comercios es preciso bajar la presión de transporte hasta límites razonablemente seguros. Esto se consigue instalando estaciones de regulación a lo largo del gasoducto en las que se baja la presión hasta la habitual de distribución en las ciudades.
El cambio de presiones se hace de forma análoga a las redes eléctricas (alta tensión/baja tensión). En este caso se utilizan estaciones de regulación y medida; por medio de reguladores de presión de membrana se regula la presión de salida que se necesite en las diferentes tuberías. A mayor presión dentro del sistema, mayor diámetro tendrá la tubería; las tuberías para las redes de distribución en los hogares y edificios, tienen menor presión y menor diámetro.

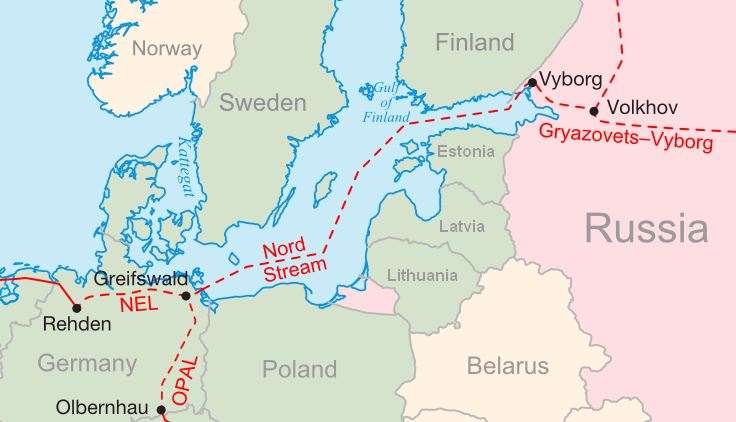
Localización del gasoducto Nord Stream, entre Rusia y Alemania.

El gasoducto más largo del mundo es el Nord Stream construido bajo el mar Báltico entre Rusia y Alemania; incluye dos ramales paralelos, cada uno con 1.224 km de longitud, 1.220 mm (48 pulgadas) de diámetro, 22 MPa (220 bares) de presión y una capacidad de transporte de 27.500 millones de m³ de gas natural al año. 
El primer ramal empezó a construirse en abril de 2010 por la empresa Gazprom; se terminó en junio de 2011. El segundo ramal empezó a construirse en mayo de 2011 y su puesta en marcha está prevista para finales del año 2012. El gasoducto South Stream inició su construcción en 2012, entre Rusia y Europa, bajo el mar Negro y llegará hasta Italia y Austria. El gasoducto Blue Stream es una extensión del gasoducto Trans-gas y Yamal-Europa entre Rusia y Europa, que se extiende desde Rusia hasta Turquía. Otro proyecto de construcción es el Gasoducto Nabucco para transportar gas desde el Medio Oriente hasta Europa por Turquía.
Los gasoductos de larga extensión pasan por varios países y varias empresas petroleras los construyen en forma conjunta, con la financiación de Inglaterra, Alemania, Rusia, Francia, Italia, Noruega y China, que participan como socios en el proyecto y reciben utilidades por el transporte de gas en las tuberías a los consumidores finales y por las exportaciones de gas.
En América se inició el pasado 19 de mayo de 2017 la construcción del gasoducto marino Texas-Tuxpan. Conectará el sur de Texas, Estados Unidos con los estados mexicanos de Tamaulipas y Veracruz. Debido a su longitud es uno de los más grandes que actualmente se construyen bajo el mar. Tendrá la capacidad de transportar hasta 2 mil 600 millones de pies cúbicos diarios, lo que representa casi un 40 por ciento de la demanda nacional mexicana estimada en 2016.

## Accidentes
Los gasoductos transportan material inflamable y volátil, por lo que son fuente de preocupaciones de seguridad.
- 3 de junio de 1989: dos trenes en movimiento produjeron chispas que detonaron gas natural de un gasoducto con fugas cerca de Ufa, Rusia. Hubo unas 645 personas muertas.[4][5]
- 28 de septiembre de 1993: durante unos trabajos de colocación de fibra óptica en la Autopista Regional del Centro en Venezuela, la rotura accidental de un gasoducto principal provocó una explosión y subsecuente incendio, dejando 53 personas muertas y 70 heridas.[6]
- 28 de diciembre de 1998: explosión de un Gasoducto en Colombia, en la población de Arroyo de Piedra, donde murieron 15 personas y 25 resultaron heridas. No fue posible determinar las causas pero pruebas realizadas por las autoridades colombianas indicaron la existencias de colonias de bacterias, las cuales atacaron la tubería causando una corrosión localizada y generando un escape de gas y una explosión.
- 19 de agosto de 2000: la rotura de un gasoducto de gas natural que estalló en llamas cerca de Carlsbad, Nuevo México mató a 12 miembros de la misma familia. La causa fue una importante corrosión interna del gasoducto.
- 30 de julio de 2004: un gasoducto principal explotó en Ghislenghien, Bélgica (treinta kilómetros al sudoeste de Bruselas), matando a por lo menos 23 personas y dejando 122 heridos, algunos de extrema gravedad. (Expatica)Archivado el 9 de febrero de 2007 en Wayback Machine.
- 7 de mayo de 2007: una explosión en Ucrania destruyó parcialmente un gasoducto que transporta gas de Rusia a la Unión Europea.[7][8]

## Atentados
- 10 de septiembre de 2007.— Cuatro gasoductos de Petróleos Mexicanos (PEMEX) explotaron en la madrugada en Veracruz (México).[9] Estos atentados fueron reivindicados por el Ejército Popular Revolucionario (EPR).[10], [11]

## España

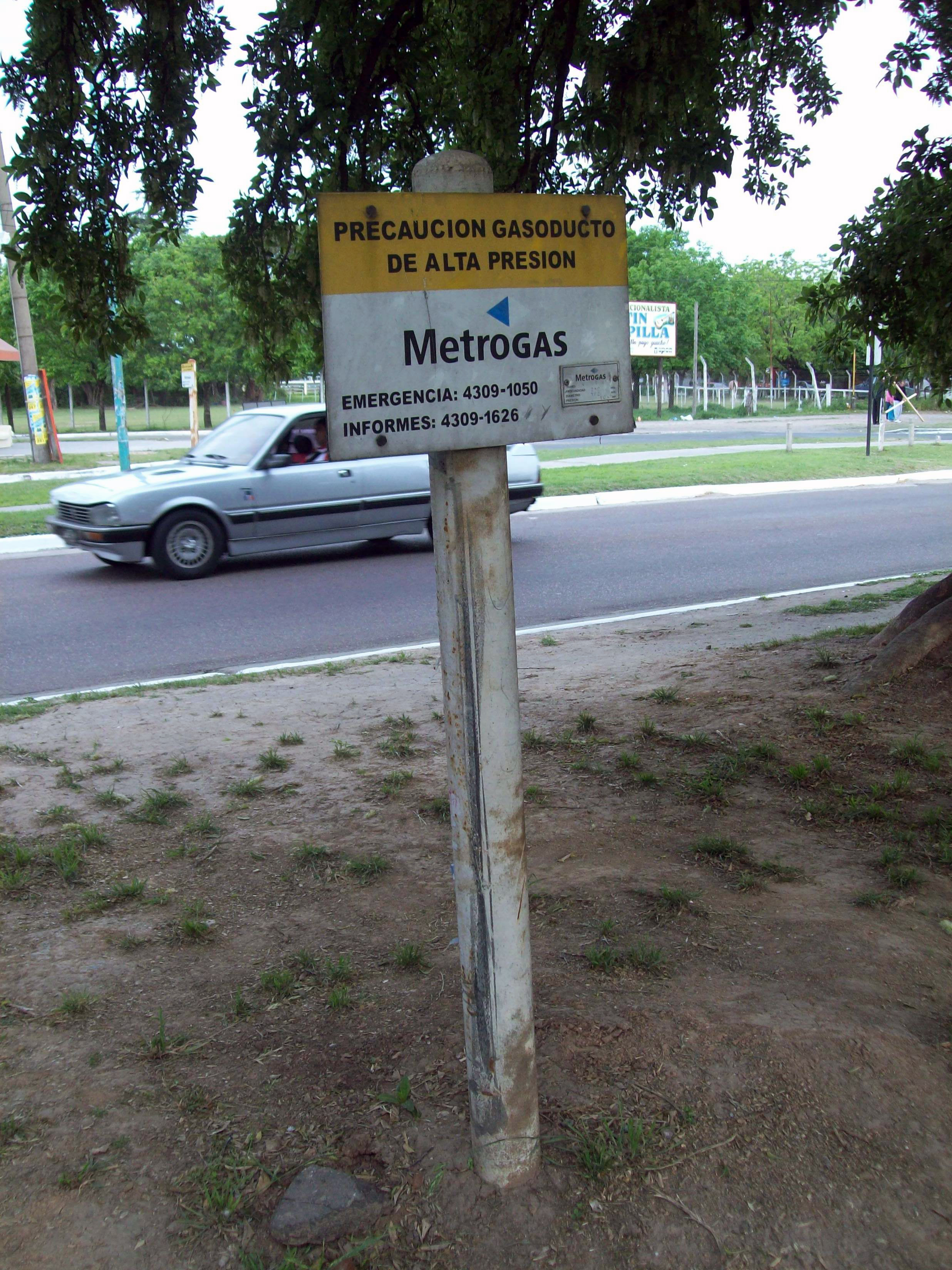
Señal que indica la presencia cercana de un gasoducto de alta presión.

En España, en los lugares por donde pasa un gasoducto, se establecen las siguientes limitaciones a la propiedad:
1. Prohibición de efectuar trabajos de arada o similares a una profundidad superior a 50 centímetros, así como plantar árboles o arbustos a una distancia inferior a 2 metros, a contar del eje de la tubería.
2. Prohibición de realizar cualquier tipo de obras, construcción, edificación o efectuar acto alguno que pudiera dañar o perturbar el buen funcionamiento de las instalaciones a una distancia inferior a 10 metros del eje del trazado, a uno y otro lado del mismo. Esta distancia podrá reducirse siempre que se solicite expresamente y se cumplan las condiciones que en cada caso fije el órgano competente de la Administración.
3. Libre acceso del personal y equipos necesarios para poder mantener, reparar o renovar las instalaciones con pago, en su caso, de los daños que se ocasionen.
4. Posibilidad de instalar hitos de señalización o delimitación y los tubos de ventilación, así como de realizar las obras superficiales o subterráneas que sean necesarias para la ejecución o funcionamiento de las instalaciones.